# Imeno
Imeno je naselje v Občini Podčetrtek.
Imeno je obmejno gručasto in obcestno naselje, ki leži na široki ravnini na desnem bregu Sotle. Poleg kmetijstva in uslužnostne obrti ustvarja utrip kraja sodobna vinska klet. Kraj se ponaša tudi s stoletno tradicijo gasilstva.
Zanimiv je nastanek krajevnega imena, povezanega s piljštanjsko grofico Emo. Izvirno bi se torej kraj imenoval Emino, po zamenjavi samoglasnikov pa je nastalo Imeno.
V bližini sta hipodrom in vzletišče za športna letala, kraj pa se ponaša tudi z novim športnim parkom.
Na griču na Imenski gorci, vzhodno od Imenega, stoji cerkev Sv. Križa. Kasneje predelana cerkev datira v drugo četrtino 15. stoletja. Danes lahko vidimo še nekatere ohranjene poznogotske stavbne elemente in poslikave. Poslikava ladje in glavni oltar sta iz leta 1919.
Na vrhu Imenske gorce pri lovskem domu je razgledna točka.
V bližini, na Sotli, je bil do vstopa Hrvaške 1. januarja 2023 v skupno schengensko območje, ko je bila mejna kontrola po 32. letih ukinjena, tudi mejni prehod Imeno.